# Dalea mcvaughii
Dalea mcvaughii är en ärtväxtart som beskrevs av Rupert Charles Barneby. Dalea mcvaughii ingår i släktet Dalea, och familjen ärtväxter. Inga underarter finns listade i Catalogue of Life.